# Будапештский зоопарк и ботанический сад
Будапештский зоопарк и ботанический сад (венг. Fővárosi Állat-és Növénykert) — старейший зоопарк в Венгрии, расположенный в центре Будапешта. Всего в зоопарке обитает 1072 вида животных.
Территория зоопарка является природным заповедником, архитектура зданий выполнена в стиле модерн. Ежегодно зоопарк посещают более миллиона человек, что делает его самым посещаемым в Венгрии. Поскольку зоопарк находится в центре города, до него можно добраться по первой линии Будапештского метрополитена.
За свою историю он имел несколько названий: Зоопарк вредителей (1866—1873); Будапештский зоопарк (1873—1907); Будапештский зоопарк (1907—1912); Будапештский зоопарк и ботанический сад / Будапештский зоопарк и ботанический сад (1912—1948); Будапештский зоопарк и ботанический сад (1948 — наше время).

## История
В 1864 году при поддержке Венгерской Академии Наук было основано «Акционерное общество зоопарка». 5 сентября 1865 город предоставил 31 кадастровый акр и 18 гектаров Городского парка. План парка был подготовлен Армином Печем, главным садовником города, а проектирование зданий было поручено Анталу Шкальницкому. Будапештский зоопарк и ботанический сад был открыт 9 августа 1866 года по инициативе патриотов и будапештских учёных, что делает его одним из старейших зоопарков в Европе. В то время в зоопарке демонстрировались в основном местные животные, но были также обезьяны, кенгуру и верблюды. В 1876 году Франц Иосиф подарил зоопарку множество животных, среди которых были тигры, слоны и бегемоты.
Постепенно проект начал идти на убыль: популярность зоопарка падала, содержание животных стало слишком дорогим, а билеты не окупали расходы.
В 1873 году Карой Серак был назначен директором зоопарка и оставался им ещё 30 лет. Он смог продлить существование зоопарка, при нём при зоопарке появились артисты, в то же время в зоопарке появляется суматранский носорог и общее количество видов увеличилось до 2000.
В 1868 в зоопарке рождается первый жираф во всей Европе, но прожил он всего три месяца; затем его пришлось усыпить, и его чучело отвезли в Национальный музей.
Финансовое положение не сильно улучшилось, и в 1896 году компания, управляющая зоопарком, обанкротилась. В 1907 году зоопарк выкупило на аукционе правительство Будапешта, и в рамках развития города в 1909—1912 гг. прошла его полная реконструкция. Зоопарк был вновь открыт 20 мая 1912 года, и тогда же при нём был открыт ботанический сад.
Во время Второй мировой войны зоопарк был полностью разрушен при бомбардировке Будапешта, многие животные погибли, а оставшиеся были съедены голодными горожанами. Из 2000 животных выжило только 15.
В 1945 году зоопарк вновь открыли, но в нём уже не было того богатства, которое было до войны. В 1950—1960 годах была проведена модернизация зоопарка, и он вновь стал самым современным зоопарком своего времени.
В 1994 была проведена очередная модернизация зоопарка: многие исторические были реконструированы, места животных расширены.
В 2007 году в зоопарке родился первый носорог, рождённый с помощью искусственного оплодотворения.
В 2012 году Генеральная Ассамблея Будапешта постановила, что зоопарк возьмет на себя часть территории Парка развлечений.
В 2013 году зоопарк приобретет большую часть территории парка развлечений.

## Директоры
- Леопольд Фитцингер (1866)
- Янош Ксантус (1866—1867)
- Янош Чимег (1867—1868
- Янош Криш (1868)
- Кальман Хедьесси (1869—1871)
- Антал Береч (1872—1873)
- Карой Серак (1873—1906)
- Геза Лоньяи (1906—1907)
- Золтан Ратоньи (1907—1911)
- Адольф Лендл (1911—1919)
- Резсо Хильберт (1919—1929)
- Герберт Надлер (1929—1948)
- Иштван Ланг (1948—1951)
- Йожеф Каройи (1951—1956)
- Чаба Анги (1956—1967)
- Акос Седержей (1967—1977)
- Шандор Холдас (1977—1986)
- Йожеф Сий (1987—1994)
- Миклош Персани (1994—2003)
- Ильма Богш (2003—2007)
- Миклош Першаньи (2007—2020)
- Роланд Сабо (2020—2023)
- Эндре Шош (2023-)

## Постройки
Постройки зоопарка:
- Совиный замок (1866)
- Главные ворота (1912)
- Дом слонов (1912)
- Норвежский дом (1912)
- Олений дом (1912 г.)
- Фазан (1912)
- Дом Лемуров (1912 г.)
- Варихаз (1912 г.)
- Австралийский дом (1912 г.)
- Мадагаскарский дом (1912 г.)
- Индийский дом (1912 г.)
- Таноду (912 г.)
- Биг-Рок (1912)
- Смолл-Рок (1912)
- Пальмовый дом (1912)
- Дом Яноша Ксантуса (1954)
- Дом прибрежной жизни (1980-е)
- Дом обезьян (1987)
- Пакаштанья (1988)
- Дом жизни и смерти (1988)
- Poison House (1991)
- Павильон бонсай Киш и Шлабей, 1998)
- Дом Южной Америки (1999)
- Дом бабочек и Дом выдр (2000-е)
- Кеахаз (2000-е)
- Дом на холме (2004)
- Дом крокодила (2006)
- Молочный зал (2008)
- Дом Саванны (2008)
- Buffalo House (2010)
- Дом жирафа (2010)
- Дом Вомбата (2011)
- Дом муравьев (2014)
- Дом Дракона (2015)
- Здания замка (1908, 2018)

## Живая коллекция
В зоопарке представлено около 6700 особей 730 видов животных, в том числе коллекция членистоногих. Представлены: сумчатые, летучие мыши, приматы, грызуны и парнокопытные.
Среди коллекции птиц выделяется коллекция попугаев, также в зоопарке содержатся эму и розовые фламинго.
Земноводные представлены сиренегрудой ящерицей, тремя видами крокодиловых тритонов и тигровой саламандрой.
Условия содержания животных соответствуют стандартом Европейской ассоциации зоопарков.

## Ботаническая коллекция
В ботаническую коллекцию входит множество уникальных растений со всего мира, она включает Японские сады, Сады Восточной Азии и Северной Америки, Пальмовый дом. Ботанический сад располагает крупнейшей в Венгрии общедоступной коллекцией тилландсий, антуриумов, каладиумов и цикадовых.

## Награды и премии
- Премия «Европа Ностра» (2001)
- Премия «Венгерское наследие» (2001)
- Премия Prima Primissima (2014)